# Investimento (agronomia)

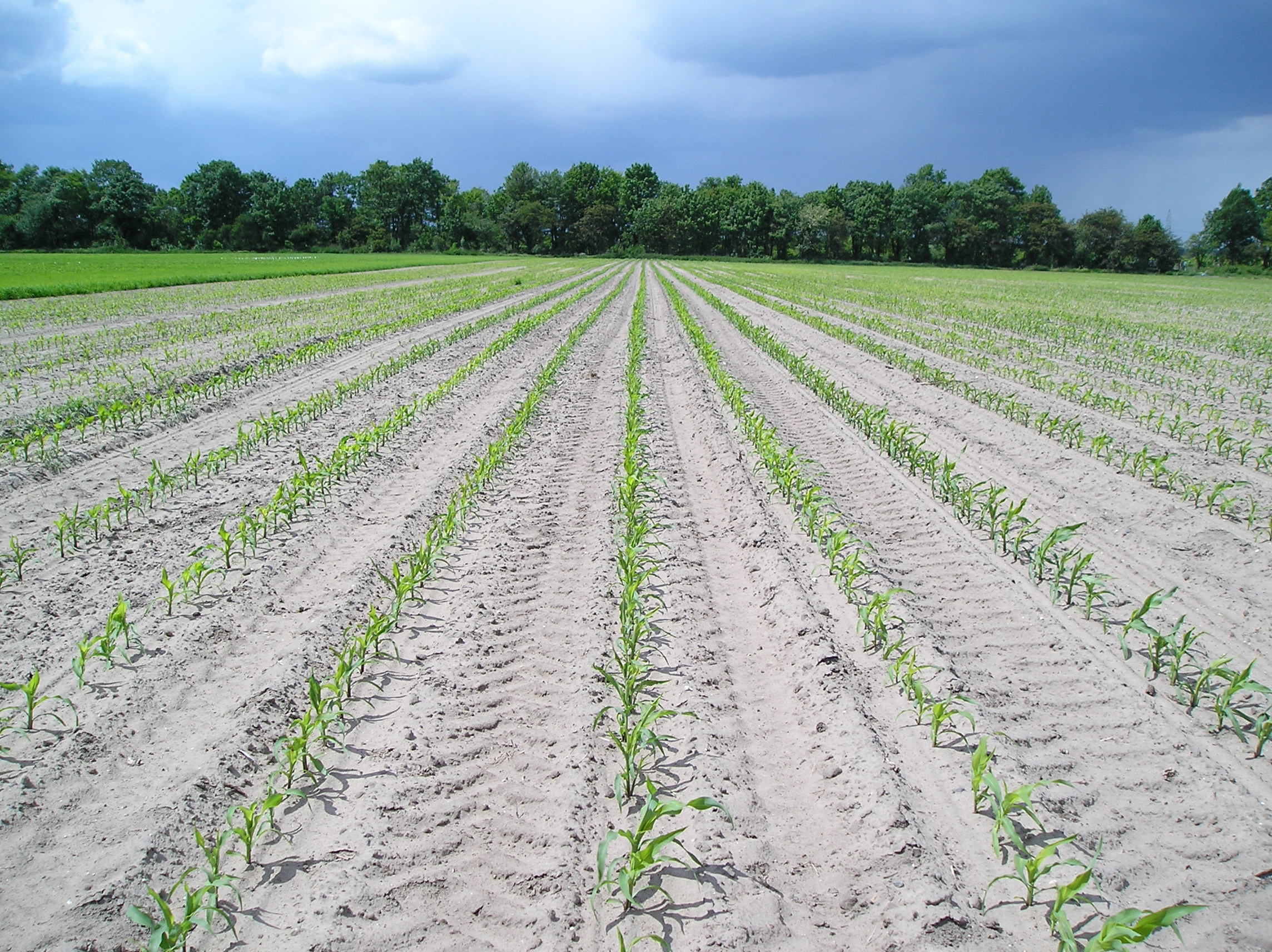
Campo di mais con semina a righe di precisione.

Per investimento, in agronomia, s'intende la densità di piante agrarie, riferita all'unità di superficie, in una coltivazione. L'investimento si applica nel settore delle coltivazioni erbacee e, in apparenza, si identifica con il concetto di sesto d'impianto adottato in arboricoltura.

## Investimento e sesto d'impianto
L'investimento differisce concettualmente dal sesto d'impianto delle coltivazioni arboree per diversi aspetti.
Il sesto d'impianto è un concetto numerico e al tempo stesso geometrico. Infatti, oltre a indicare il numero di piante per unità di superficie (densità), il sesto d'impianto indica anche la disposizione reciproca delle piante, aspetto di particolare importanza perché ha riflessi sulle operazioni colturali e sul sistema d'allevamento. Al contrario, l'investimento è solo un parametro numerico che si imposta sulla base della produzione unitaria attesa.
Il sesto d'impianto fa riferimento alle singole piante a prescindere dal loro portamento (cespugli, arbusti, alberi). L'investimento fa invece riferimento all'unità produttiva che non necessariamente si identifica con una pianta: ad esempio, per la maggior parte dei cereali (es. il frumento, l'orzo, il riso) l'unità produttiva è rappresentata dal culmo fertile, ovvero dal fusto che produce una spiga o una pannocchia terminale. Una stessa pianta, nata da un solo seme, può produrre uno o più culmi fertili in virtù dell'accestimento, perciò ai fini pratici interessa il numero di culmi fertili più che il numero effettivo di piante. Solo in casi particolari, come ad esempio nella coltivazione dell'orzo destinato alla produzione del malto, è preferibile che le piante siano, nei limiti del possibile, uniculmo per avere la massima uniformità di maturazione.
Il sesto d'impianto è un parametro oggettivo che si concretizza al momento dell'impianto dell'arboreto e che viene eventualmente corretto in caso di fallanze. L'investimento è invece un parametro previsionale di non facile controllo e che in parte è correlato alla modalità di semina e di trapianto, in parte alle tecniche colturali adottate dopo l'emergenza. Ad esempio, nel caso dei cereali, le eventuali fallanze o le scelte errate in fase di semina possono essere in parte corrette con un'adeguata concimazione al fine di stimolare l'accestimento. D'altra parte, una scelta razionale della modalità di semina e il successo dell'emergenza possono essere resi vani da un eccessivo sviluppo di piante infestanti, non adeguatamente controllate con il diserbo, in quanto la loro competizione si può ripercuotere sulla percentuale di accestisime
mento stimata.

## Investimento e densità di semina
L'investimento non coincide con la densità di semina. Facendo riferimento ai casi in cui l'unità produttiva si identifica con la pianta, la densità di semina è maggiore dell'investimento per i seguenti motivi:
- la germinabilità delle sementi non è mai del 100%;
- la germinazione di un certo numero di semi è sempre compromessa da avversità di natura biotica o non: umettamento non ottimale dei semi in superficie, predazione da parte di artropodi e mammiferi terricoli o di uccelli granivori, attacchi parassitari da parte di funghi e batteri, devitalizzazione ad opera degli agenti atmosferici;
- l'emergenza di ogni singola piantina e il successivo affrancamento possono essere compromessi da vari fattori. Oltre a quelli indicati nel punto precedente hanno un ruolo non trascurabile la presenza eccessiva di scheletro in superficie, l'eccessiva profondità di semina, la non uniforme distribuzione dell'umidità nel terreno, la competizione intraspecifica e interspecifica fra le piante
- nel corso dell'accrescimento si verifica un certo grado di diradamento a causa della competizione da parte delle piante infestanti, degli attacchi parassitari, della predazione da parte di animali fitofagi e a causa di eventi di danno di natura abiotica (fisiopatie, carenze nutrizionali, agenti atmosferici, ecc.).

In linea di massima esiste una certa correlazione fra densità di semina e investimento che varia secondo il contesto operativo, la specie agraria, le condizioni ambientali. In generale, il differenziale tra densità di semina e investimento aumenta nelle seguenti condizioni:
- specie agrarie con semi molto piccoli;
- semina a spaglio;
- semina su terreni ricchi di scheletro in superficie e/o con tessitura non equilibrata (eccessivamente sabbiosi o eccessivamente argillosi);
- semina in condizioni pedoclimatiche non favorevoli (stagione eccessivamente piovosa o eccessivamente secca in assenza di irrigazione, terreni mal strutturati);
- aspettative pessimistiche in relazione alle avversità;
- impiego di sementi non elette o di categoria inferiore;
- mancata adozione di trattamenti preventivi (concia delle sementi, geodisinfestazione, ecc.).

Al fine di ridurre il suddetto differenziale, condizione necessaria quando ai fini della qualità è indispensabile l'uniformità dell'investimento e, soprattutto, quando la semente è particolarmente costosa, si ricorre alle seguenti pratiche:
- adozione di trattamenti preventivi per annullare o contenere l'impatto delle avversità di natura biotica (predazione, parassitismo, competizione interspecifica): sono tali la concia delle sementi, la geodisinfestazione, il diserbo in presemina o in pre-emergenza;
- ricorso alla semina a file con l'impiego di seminatrici a righe ordinarie o di seminatrici di precisione: queste tecniche, ormai diffuse con la meccanizzazione, hanno quasi completamente sostituito la semina a spaglio, adottata ancora solo in condizioni di marginalità o per alcune essenze foraggere a seme minuto. Infatti, a differenza della semina a spaglio, la semina a righe permette un controllo adeguato dell'uniformità di semina sia sulla superficie sia sul profilo;
- prevenzione delle fallanze dovute agli squilibri idrici: questi scopi si raggiungono con l'ordinaria adozione di pratiche agricole razionali che consistono nella preparazione di un adeguato letto di semina, nell'adozione di lavorazioni razionali, nella sistemazione superficiale dei terreni, al fine di prevenire i ristagni, nell'adozione di metodi d'irrigazione adeguati.

In casi estremi, per lo più caratterizzati da limiti fisiologici o tecnici intrinseci, si ricorre al trapianto dopo semina in semenzaio o in contenitori alveolati. Dati i costi, questa tecnica è adottata in generale su piccole o medie superfici e con colture ad alto reddito

## Scelta dell'investimento
La scelta dell'investimento è una decisione che precede quella della densità di semina ed è condizionato dalle aspettative sulla resa sia in termini quantitativi sia in termini qualitativi.
Un investimento basso riduce la competizione intraspecifica e stimola la produzione unitaria riferita alle singole piante: in altri termini, ogni singola pianta si trova in migliori condizioni di nutrizione idrica e minerale e di illuminazione, perciò fornirà una maggiore resa produttiva. Per contro, l'investimento basso non sfrutta in modo adeguato le risorse nutrizionali penalizzando la resa produttiva riferita all'unità di superficie. Vanno anche considerati, in caso di investimento basso, altri effetti secondari che possono influire negativamente sia sulla resa quantitativa sia sulla resa qualitativa:
- alla ridotta competizione intraspecifica può subentrare la competizione interspecifica dovuta ad una maggiore invadenza delle piante infestanti: la disponibilità di risorse nutrizionali e la migliore illuminazione dovute ad una copertura rada favoriscono infatti la crescita delle piante infestanti. In questi casi la competizione interspecifica può raggiungere livelli tali da annullare del tutto i benefici derivanti dalla minore competizione intraspecifica. A tale proposito si può citare, come esempio, l'effetto rinettante della canapa: questa coltura si avvantaggia della semina fitta in quanto a coltura avviata le condizioni di illuminazione sono sfavorevoli allo sviluppo delle piante infestanti.
- un investimento eccessivamente basso accentua in molti casi la scalarità della produzione penalizzando, in determinati contesti, la qualità del prodotto: le singole piante, trovandosi in migliori condizioni di illuminazione e di nutrizione, emettono una maggiore quantità di ramificazioni secondarie che fruttificheranno in ritardo rispetto al fusto principale e alle ramificazioni secondarie. In caso di raccolta meccanica si può avere un deprezzamento commerciale del prodotto raccolto in quanto aumenta l'incidenza percentuale di frutti o semi privi dei requisiti merceologici richiesti.

Un investimento moderatamente alto incrementa la competizione intraspecifica che si ripercuote sulla produzione unitaria riferita alle singole piante: ogni pianta si trova in peggiori condizioni trofiche e darà una minore produzione. Per contro, la distribuzione più fitta permette uno sfruttamento ottimale delle risorse disponibili incrementando la resa quantitativa riferita all'unità di superficie. Ad un incremento della resa quantitativa si accompagna spesso un miglioramento della resa qualitativa: a causa della limitata formazione di getti secondari, le caratteristiche merceologiche del prodotto sono più uniformi. Questo aspetto è sfruttato ad esempio nella coltivazione dell'orzo da birra: al fine di incrementare l'uniformità della granella, destinata alla trasformazione in malto, è essenziale che la maggior parte delle spighe siano prodotte dai culmi principali, perciò si adottano densità di semina più alte per contenere l'accestimento delle piante.
Un investimento eccessivamente alto incrementa la competizione intraspecifica oltre una soglia di tolleranza e predispone le colture alle avversità di natura biotica o non. In questo caso, una o più risorse trofiche (luce, acqua, elementi nutritivi) diventano fattori limitanti e determinano una riduzione della resa quantitativa riferita sia al numero di piante sia all'unità di superficie. Alla minore resa quantitativa si accompagna talvolta anche un decadimento delle caratteristiche merceologiche del prodotto, come ad esempio il peso ettolitrico nel caso dei cereali e la conseguente minore resa quantitativa alla trasformazione. L'eccessiva densità, inoltre, ostacola l'aerazione e crea un ambiente ottimale per lo sviluppo degli agenti dei marciumi basali o di altre avversità parassitarie.
In un diagramma che rapporta la resa quantitativa, per unità di superficie, all'investimento, la curva ha un andamento crescente all'aumentare dell'investimento fino al raggiungimento di un picco, in corrispondenza del quale si individua l'investimento ottimale. Oltre questo valore, la curva ha un andamento decrescente.
Nell'ambito di ogni singola specie agraria, l'investimento ottimale cambia in funzione di vari fattori, come, ad esempio, i seguenti:
- destinazione del prodotto: ad esempio, l'investimento, espresso come numero di piante ad ettaro, in una coltivazione di mais è maggiore nelle colture destinate alla produzione di trinciato da insilare rispetto alle colture da granella;
- agrotecnica: ad esempio, a parità di condizioni, nella coltura in irriguo si adottano investimenti più alti rispetto alla coltivazione in asciutto perché migliorano le condizioni nutrizionali per le piante;
- condizioni pedoclimatiche: a parità di condizioni, si adottano investimenti più bassi nei terreni di limitata vocazione agronomica e in climi sfavorevoli. Ad esempio, nell'Italia meridionale e insulare e, più in generale, in ambiente mediterraneo, gli investimenti adottati per l'orzo e il frumento sono più bassi rispetto alle condizioni dell'Italia settentrionale e dell'Europa meridionale: tali colture sono condotte in asciutto sfruttando le piogge del periodo autunno-primaverile e la capacità di invaso dei terreni, perciò la siccità primaverile può avere effetti deleteri in caso di investimenti alti in quanto le riserve idriche del terreno si depauperano più velocemente.

## Alcuni casi pratici
A titolo di esempio si riportano alcuni valori di investimento e densità di semina riportati in letteratura. Questi valori sono solo orientativi e riferiti a contesti specifici; sono perciò suscettibili di variazioni anche significative in altri contesti, storici, socio-economici, geografici, operativi.
| Coltura                  | Contesto specifico                                                      | Investimento          | Densità di semina           |
| ------------------------ | ----------------------------------------------------------------------- | --------------------- | --------------------------- |
| Barbabietola da zucchero | Italia settentrionale, semina di precisione con seme monogerme genetico | 9-12 radici/m2        | 17-18 semi/m2               |
| Frumento                 | Italia settentrionale                                                   | 550-600 spighe/m2     | 180-250 kg/ha               |
| Girasole                 | Italia centrale, semina a righe                                         | 5-6 piante/m2         | 5-6 kg/ha                   |
| Mais da granella         | Ibridi di classe 2-300, semina di precisione                            | 7-8 piante/m2         | 8-10 semi/m2                |
| Mais da granella         | Ibridi di classe 6-700, semina di precisione                            | 5,5-6,5 piante/m2     | 6-8 semi/m2                 |
| Orzo                     |                                                                         | 300-350 piante/m2     | 125-150 kg/ha               |
| Patata                   |                                                                         | 5-8 piante/m2         | 20-30 q/ha                  |
| Riso                     | Semina diretta a spaglio                                                | 250-400 pannocchie/m2 | da 140-150 fino a 250 kg/ha |
| Soia                     | Cultivar con seme di media grandezza                                    | 35-45 piante/m2       | 60-80 kg/ha                 |